# King & Maxwell
King & Maxwell ist eine US-amerikanische Krimiserie, die vom 10. Juni bis zum 12. August 2013 erstmals bei TNT ausgestrahlt wurde. Die Serie handelt von den zwei ehemaligen Secret-Service-Agenten Sean King und Michelle Maxwell, die jetzt zusammen als Privatdetektive arbeiten. Entwickelt wurde die Serie von Shane Brennan, der bereits für Navy CIS: L.A. tätig war. Die Handlung der Serie basiert auf den Romanen von David Baldacci.
In Deutschland wurde die Serie ab dem 15. Mai 2014 bei VOX ausgestrahlt.

## Handlung
Die zwei früheren Secret Service-Agenten Sean King und Michelle Maxwell haben nach ihrer Zeit beim Secret Service gemeinsam eine Privatdetektei eröffnet. Maxwell ist eine sportliche junge Frau, die sowohl mit ihrem Fachwissen als auch mit ihren Kontakten den beiden viel ermöglicht. King ist zwar nicht so aktiv wie sie, als gelernter Anwalt kann er jedoch im Bezug auf juristische Fragen in jeder Hinsicht punkten.

## Besetzung und Synchronisation
Für die deutsche Synchronisation war die Synchronfirma Bavaria Film Synchron GmbH in München verantwortlich.
| Rolle            | Schauspieler    | Hauptrolle (Episode) | Nebenrolle (Episode) | Synchronsprecher         |
| ---------------- | --------------- | -------------------- | -------------------- | ------------------------ |
| Sean King        | Jon Tenney      | 1–10                 |                      | Mike Carl                |
| Michelle Maxwell | Rebecca Romijn  | 1–10                 |                      | Claudia Urbschat-Mingues |
| Edgar Roy        | Ryan Hurst      | 1–10                 |                      | Thomas Wenke             |
| Frank Rigby      | Michael O’Keefe | 1–10                 |                      | Hans-Rainer Müller       |
| Darius Carter    | Chris Butler    | 1–10                 |                      | Alexander Brem           |
| Benny            | Dichen Lachman  |                      | 4–10                 |                          |
| Bob Scott        | Martin Donovan  |                      | 4–6, 10              |                          |
| Wu               | Wade Sun        |                      | 2, 6–8               |                          |

## Produktion und Ausstrahlung
Die Pilotfolge zur Serie wurde im September 2012 von TNT in Auftrag gegeben, nachdem CBS das Projekt nicht bestellt hatte. Die beiden zentralen Hauptrollen der Serie wurden rund einen Monat später mit Jon Tenney und Rebecca Romijn besetzt. Tenney war bereits von 2005 bis 2012 in der TNT-Serie The Closer zu sehen gewesen. Die Ausstrahlung der Serie begann am 10. Juni 2013 im Anschluss an Major Crimes. Die Premiere wurde von 3,52 Millionen Zuschauern gesehen und erreichte ein Zielgruppen-Rating von 0,6. Die letzte der zehn Folgen wurde am 12. August 2013 gesendet. Im Durchschnitt wurde die kurzlebige Serie von 3,11 Millionen Zuschauern verfolgt. Im September 2013 wurde die Serie nach einer Staffel eingestellt.
Nachdem sich VOX die Rechte zur Ausstrahlung der Serie im März 2014 gesichert hatte, strahlte dieser die Serie vom 14. Mai bis zum 16. Juli 2014 aus.

## Episodenliste
| Nr. | Deutscher Titel        | Originaltitel    | Erstausstrahlung USA | Deutschsprachige Erstausstrahlung (D) | Regie               | Drehbuch                        |
| --- | ---------------------- | ---------------- | -------------------- | ------------------------------------- | ------------------- | ------------------------------- |
| 1   | Ausgetrickst           | Pilot            | 10. Juni 2013        | 14. Mai 2014                          | Michael Katleman    | Shane Brennan                   |
| 2   | Das Attentat           | Second Chances   | 17. Juni 2013        | 21. Mai 2014                          | Tony Wharmby        | Shane Brennan                   |
| 3   | Freifahrtschein        | Wild Card        | 24. Juni 2013        | 28. Mai 2014                          | Paul Kaufman        | Chris Downey                    |
| 4   | Lösegeld               | King’s Ransom    | 1. Juli 2013         | 4. Juni 2014                          | Dennis Smith        | Shelley Meals & Darin Goldberg  |
| 5   | Agentenfieber          | Loved Ones       | 8. Juli 2013         | 11. Juni 2014                         | Matt Earl Beesley   | Barry O’Brien                   |
| 6   | Schmutzige Wäsche      | Stealing Secrets | 15. Juli 2013        | 18. Juni 2014                         | Terrence O’Hara     | Bret VandenBos & Brandon Willer |
| 7   | Familiensache          | Family Business  | 22. Juli 2013        | 25. Juni 2014                         | Dennis Smith        | Alicia Kirk                     |
| 8   | Berufsrisiko           | Job Security     | 29. Juli 2013        | 2. Juli 2014                          | Jonathan Frakes     | Scott Sullivan                  |
| 9   | Mundtot                | Locked In        | 5. Aug. 2013         | 9. Juli 2014                          | Kate Woods          | Gregory Weidman                 |
| 10  | Die Büchse der Pandora | Pandora’s Box    | 12. Aug. 2013        | 16. Juli 2014                         | James Whitmore, Jr. | Chris Downey                    |